# Monasterio de San Salvador (Rabanal del Camino)
El Monasterio Benedictino de San Salvador del Monte Irago fue fundado el 2 de febrero de 2001, en la localidad leonesa de Rabanal del Camino, con el estatuto canónico de casa dependiente de la Archiabadía de Santa Otilia.
Su propósito fue llevar a cabo un trabajo misionero, desde la tradición monástica benedictina, en el ámbito del Camino de Santiago.
Sus actividades principales son la celebración de la Liturgia, abierta a la participación de los peregrinos, y su acompañamiento espiritual.